# Forges d'Ampilly-le-Sec
Les forges d’Ampilly-le-Sec sont un édifice industriel du XIXe siècle situé dans la commune d’Ampilly-le-Sec, en bordure de la Seine, dans le département de la Côte-d'Or, en France.

## Localisation
La forge est isolée en contrebas sur la rive droite de la Seine, au nord-est du chef-lieu entre Ampilly et Buncey.

## Historique
En 1829, construction du haut fourneau à la suite du rachat d’une forge ancienne dont l'origine remonte au XVIe siècle. Celui-ci alimenté en charbon de bois venant de la forêt de Châtillon-sur-Seine produit en moyenne 1 000 tonnes de fonte par an avec du minerai de fer d’Étrochey et de Poinçon-lès-Larrey.
Il est remplacé en 1834 par une forge à l'anglaise, comportant six fours à puddler et deux trains de laminoirs pour une fabrication annuelle de 4 300 tonnes de fer. Une tréfilerie remplace cette forge et fonctionne jusqu'entre les deux guerres en utilisant l'eau de la Seine en dérivation pour faire tourner une roue hydraulique.
Le haut fourneau y compris le bief de dérivation, les façades et toitures de la halle à charbon et des logements d'ouvriers sont inscrits monument historique par arrêté du 20 août 1986.

## Architecture
La tour du haut fourneau d'Ampilly-le-Sec atteint 15,50 mètres (du sol  au sommet de la cheminée) avec des arcs-boutants pour supporter la charpente.
Les ouvriers étaient logés sur place à proximité du haut fourneau.